# Туче
Туче (пол. Tucze, нім. Braunsberg) — село в Польщі, у гміні Добра Лобезького повіту Західнопоморського воєводства.
Населення — 261 особа (2011).
У 1975-1998 роках село належало до Щецинського воєводства.

## Демографія
Демографічна структура станом на 31 березня 2011 року:
|          | Загалом | Допрацездатний вік | Працездатний вік | Постпрацездатний вік |
| -------- | ------- | ------------------ | ---------------- | -------------------- |
| Чоловіки | 125     | 23                 | 92               | 10                   |
| Жінки    | 136     | 26                 | 76               | 34                   |
| Разом    | 261     | 49                 | 168              | 44                   |